# Fonologia limbii esperanto
Esperanto este o limbă auxiliară internațională concepută pentru a avea o fonologie simplă. Creatorul limbii esperanto, L. L. Zamenhof, a descris pronunția esperanto prin compararea sunetelor esperanto cu sunetele mai multor limbi europene importante.
Cu peste un secol de utilizare, esperanto a dezvoltat o normă fonologică, care include detalii acceptate de fonetică, fonotactică și intonație, astfel încât acum este posibil să se vorbească despre o pronunție esperanto corectă și despre cuvinte formate corect, independent de limbile folosite inițial pentru a o descrie. Această normă acceptă doar variații alofonice minore.

## Inventar fonetic
Esperanto are de obicei între 22 și 24 de consoane (în funcție de analiza fonemică și de vorbitor), cinci vocale și două semivocale care se combină cu vocalele pentru a forma șase diftongi (consoana /j/ și semivocala /i̯/ se scriu ambele ⟨j⟩, iar consoana neobișnuită /dz/ se scrie cu digraful ⟨dz⟩, care este singura consoană care nu are litera sa proprie). Tonul nu este folosit pentru a distinge sensurile cuvintelor.

### Consoane
|             | Labială | Labială | Alveolară | Alveolară | Palatală | Palatală | Velară | Velară | Glotală | Glotală |
| ----------- | ------- | ------- | --------- | --------- | -------- | -------- | ------ | ------ | ------- | ------- |
| Nazale      | [m]     | [m]     | [n]       | [n]       |          |          |        |        |         |         |
| Oclusive    | [p]     | [b]     | [t]       | [d]       |          |          | [k]    | [ɡ]    |         |         |
| Africate    |         |         | [t͡s]      | ([d͡z])    | [t͡ʃ]     | [d͡ʒ]     |        |        |         |         |
| Fricative   | [f]     | [v]     | [s]       | [z]       | [ʃ]      | [ʒ]      | [x]    | [x]    | [h]     | [h]     |
| Aproximante |         |         | [l]       | [l]       | [j]      | [j]      |        |        |         |         |
| Vibrante    |         |         | [r]       | [r]       |          |          |        |        |         |         |

Există un anumit grad de alofonie:
- Sunetul [r] este de obicei redat ca o vibrantă alveolară [r], dar poate fi și o vibrantă uvulară [ʀ],[5] o uvulară fricativă [ʁ],[6] și o sonantă alveolară [ɹ].[7] Multe alte forme, precum o bătută alveolară [ɾ] sunt folosite și acceptate în practică.
- [v] se pronunță în mod normal ca un v românesc, dar poate fi pronunțat [ʋ] (între v și w din engleză) sau [w], în funcție de fondul lingvistic al vorbitorului.
- O semivocală /u̯/ apare în mod normal doar în diftongi după vocalele [a] și [e̞] sau [e], nu ca o consoană [w].
- O asimilare comună, deși discutată, include pronunțarea lui ⟨nk⟩ ca [ŋk] și ⟨kz⟩ ca [ɡz].

Un număr mare de grupuri consonantice pot apărea, până la trei în poziție inițială (ca în stranga, „ciudat”) și cinci în poziție medială (ca în ekssklavo, „fost sclav”). Grupările finale sunt neobișnuite, cu excepția numelor neasimilate, a eliziunii poetice a finalului o și a foarte puține cuvinte de bază, precum cent „sută” și post „după”.

### Vocale

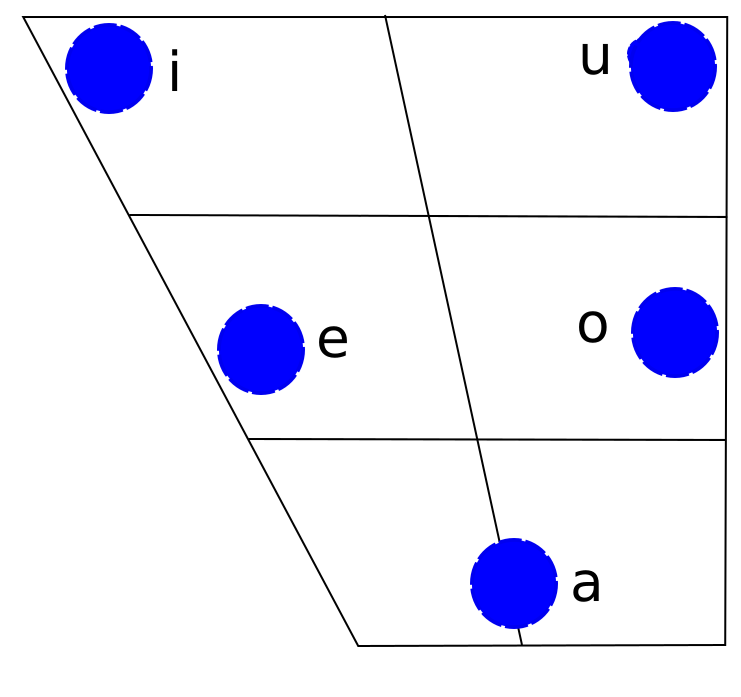
Reprezentarea vocalelor pe o diagramă Jones

Esperanto are cele cinci monoftonguri găsite în limbi precum spaniolă, ebraică și greacă modernă.
|          | Anterioară | Posterioară |
| -------- | ---------- | ----------- |
| Închisă  | [i]        | [u]         |
| Mijlocie | [e̞], [e]   | [o̞], [o]    |
| Deschisă | [ä], [a]   | [ä], [a]    |

|          | Anterioară | Posterioară |
| -------- | ---------- | ----------- |
| Închis   |            | [ui̯]        |
| Mijlocie | [ei̯], [eu̯] | [oi̯]        |
| Deschisă | [ai̯], [au̯] | [ai̯], [au̯]  |

Având în vedere că există doar cinci calități ale vocalelor, sunt tolerate variații semnificative în pronunție. De exemplu, ⟨e⟩ variază frecvent de la [e] (franceză é) la [ɛ] (franceză è). Aceste detalii depind adesea de limba maternă a vorbitorului. O ocluziune glotală poate apărea între vocale adiacente în vorbirea unor persoane, în special atunci când cele două vocale sunt aceleași, ca în heroo „erou” ([he.ˈro.o] sau [he.ˈro.ʔo]) și praavo „străbunic” ([pra.ˈa.vo] sau [pra.ˈʔa.vo]).

### Origine
Inventarul fonetic și fonotactica esperanto sunt foarte apropiate de cele din idiș, bielorusă și poloneză, care au fost personal importante pentru L. L. Zamenhof, creatorul esperanto. Principala diferență este absența palatalizării, deși aceasta era prezentă în proto-esperanto (nacjes, acum nacioj „națiuni”; familje, acum familio „familie”) și se poate spune că supraviețuiește marginal în sufixele afectuoase -njo și -ĉjo și în interjecția „tju!”. În afară de aceasta, inventarul consonantic este identic cu cel al idișului oriental. Diferențele minore față de bielorusă sunt că ⟨g⟩ se pronunță ca o oclusivă, [ɡ], mai degrabă decât ca o fricativă, [ɣ] (în bielorusă, pronunția oclusivă se regăsește în cuvintele împrumutate recent) și că esperanto face distincția între [x] și [h], o distincție pe care o face și idiș, dar pe care bielorusa (și poloneza) nu o fac. Ca și în bielorusă, în esperanto [v] se găsește la începutul silabei și [u̯] în coda silabei; cu toate acestea, spre deosebire de bielorusă, [v] nu devine [u̯] dacă este forțat în poziție de coda prin compunere. Conform Kalocsay & Waringhien, dacă [v] din esperanto apare înaintea unei consoane surde, se va transforma în [f], ca în idiș. Cu toate acestea, Zamenhof a evitat astfel de situații prin adăugarea unei vocale epentetice: [lavobaseno] („chiuvetă”), nu [*lavbaseno] sau [*laŭbaseno]. Inventarul vocalic din Esperanto este în esență cel din bielorusă. Dialectul litvish al idișului lui Zamenhof (cel din Białystok) are un schwa suplimentar și diftongul oŭ, dar nu uj.

## Accent și prozodie
Accentul în cuvânt este întotdeauna pe penultima vocală în cuvintele esperanto propriu-zise, cu excepția cazului în care vocala finală o este elidată, un fenomen care apare mai ales în poezie. De exemplu, familio „familie” este [fa.mi.ˈli.o], cu accentul pe al doilea i, dar când cuvântul este folosit fără finalul o (famili'), accentul rămâne pe al doilea i: [fa.mi.ˈli].
În rarele ocazii în care accentul trebuia să fie specificat, ca în materialele explicative sau în cazul numelor proprii, Zamenhof folosea un accent acut. Cel mai comun nume propriu este cel al lui Zamenhof: Zámenhof. Dacă accentul cade pe ultima silabă, se obișnuiește folosirea unui apostrof, ca în eliziunea poetică: Oĝalan'.
Nu există o regulă prestabilită privind celelalte silabe care ar putea primi accent într-un cuvânt polisilabic sau cuvintele monosilabice care sunt accentuate într-o propoziție. Morfologia, încărcătura semantică și ritmul joacă toate un rol. În mod implicit, esperanto este trohaic; accentul tinde să se pună pe silabe alternative: Ésperánto}. Cu toate acestea, derivarea tinde să lase acest accent „secundar” neschimbat, cel puțin pentru mulți vorbitori: Ésperantísto sau Espérantísto (sau pentru unii doar Esperantísto). În mod similar, cuvintele compuse își păstrează în general accentul inițial. Ele nu accentuează niciodată o vocală epentetică: astfel vórto-provízo, nu *vortó-provízo.
În cadrul unei propoziții, ritmul joacă, de asemenea, un rol. Cu toate acestea, cuvintele referențiale (substantive și pronume) atrag accentul, în timp ce cuvintele „de legătură”, cum ar fi prepozițiile, tind să nu o facă: dónu al mí sau dónu al mi („dă-mi”), nu *dónu ál mi. În Ĉu vi vídas la húndon kiu kúras preter la dómo? („Vezi câinele care aleargă pe lângă casă?”), cuvintele funcționale nu preiau accentul, nici măcar cele două silabe kiu („care”) sau preter („dincolo”). Verbul esti („a fi”) se comportă în mod similar, după cum se poate observa prin eliziunea ocazională a „e”-ului în poezie sau în vorbirea rapidă: Mi ne 'stas ĉi tie! („Nu sunt aici!”). Cuvintele fonologice nu corespund neapărat cuvintelor ortografice. Pronumele, prepozițiile, articolul și alte cuvinte funcționale monosilabice sunt în general pronunțate ca o unitate cu următorul cuvânt: mihávas („am”), laknábo („băiatul”), delvórto („al cuvântului”), ĉetáblo („la masă”). Excepțiile includ kaj „și”, care poate fi pronunțat mai distinct atunci când are o întindere mai mare decât cuvântul sau fraza următoare.
În poezie, desigur, metrul determină accentul: Hó, mia kór', ne bátu máltrankvíle („O, inima mea, nu bate neliniștită”).
Accentul (în sensul de importanță într-o propoziție) și contrastul pot trece peste accentul normal. Pronumele sunt frecvent accentuate din această cauză. Într-o întrebare simplă precum Ĉú vi vídis? („Ai văzut?”), pronumele abia trebuie spus și nu este accentuat; comparați Né, dónu al mí și („Nu, dă-mi mie”). În cadrul unui cuvânt, un prefix care nu a fost auzit corect poate fi accentuat la repetare: Né, ne tíen! Iru máldekstren, mi diris! („Nu, nu acolo! Du-te la stânga, am spus!”). Deoarece un accent diferit într-un cuvânt nu determină un alt cuvânt în esperanto (spre deosebire de română, unde véselă și vesélă sunt cuvinte diferite), mutarea lui pe o silabă neașteptată atrage atenția asupra silabei respective, dar nu provoacă confuzie.
Ca în multe limbi, inițialismele se comportă neobișnuit. Atunci când sunt gramaticale, ele pot fi neaccentuate: k.t.p. [kotopo] („et cetera”); când sunt folosite ca nume proprii, tind să fie idiosincratice: UEA [ˈuˈeˈa], [ˈu.e.a], sau [u.eˈa], dar rar *[u.ˈe.a]. Aceasta pare a fi o modalitate de a indica faptul că termenul nu este un cuvânt normal. Cu toate acestea, acronimul complet tinde să aibă un accent regulat: Tejo [ˈte.jo].
Tonul lexical nu este fonemic. Nici intonația nu este, deoarece pronumele interogative și schimbările în topică îndeplinesc multe dintre funcțiile pe care le îndeplinește intonația în alte limbi.